# Agnieszka Kaszuba
Agnieszka Kaszuba (ur. 31 sierpnia 1998) – polska lekkoatletka, specjalizująca się w skoku o tyczce. 
Skok o tyczce zaczęła trenować w 2009 roku. Była uczennicą 3 LO w Sopocie.
W 2013 zajęła 8. miejsce na olimpijskim festiwalu młodzieży Europy z wynikiem 3,65 m. W 2014 została halową mistrzynią Polski juniorek młodszych z wynikiem 3,80 m, natomiast w 2015 powtórzyła to osiągnięcie z tym samym rezultatem, a także zdobyła brązowy medal halowych mistrzostw kraju z wynikiem 3,90 m oraz uplasowała się na 13. pozycji na mistrzostwach świata juniorów młodszych. W 2016 została halową mistrzynią Polski juniorek z wynikiem 4,15 m, a także wicemistrzynią Polski z wynikiem 4,00 m oraz zajęła 16. miejsce na mistrzostwach świata juniorów z wynikiem 4,05 m. W 2017 została brązową medalistką halowych mistrzostw Polski seniorów. W 2018, ex aequo z Kamilą Przybyłą, została halową mistrzynią Polski seniorów. W 2019 została ponownie halową mistrzynią Polski seniorów, a na mistrzostwach Polski na otwartym stadionie zajęła drugie miejsce (ex equo z Victorią Kalittą).
Reprezentantka klubu KL Gdynia trenowana przez Bogusławę Klimaszewską.
Rekordy życiowe:
- skok o tyczce (stadion) – 4,16 m (Sopot, 8 czerwca 2019)[18],
- skok o tyczce (hala) – 4,35 m (Spała, 21 stycznia 2023)[19]